# Răzbunarea celor 47 de ronini
Răzbunarea celor 47 de ronini este un film japonez din 1941, regizat de Kenji Mizoguchi.